# Oleksandra Kuschel

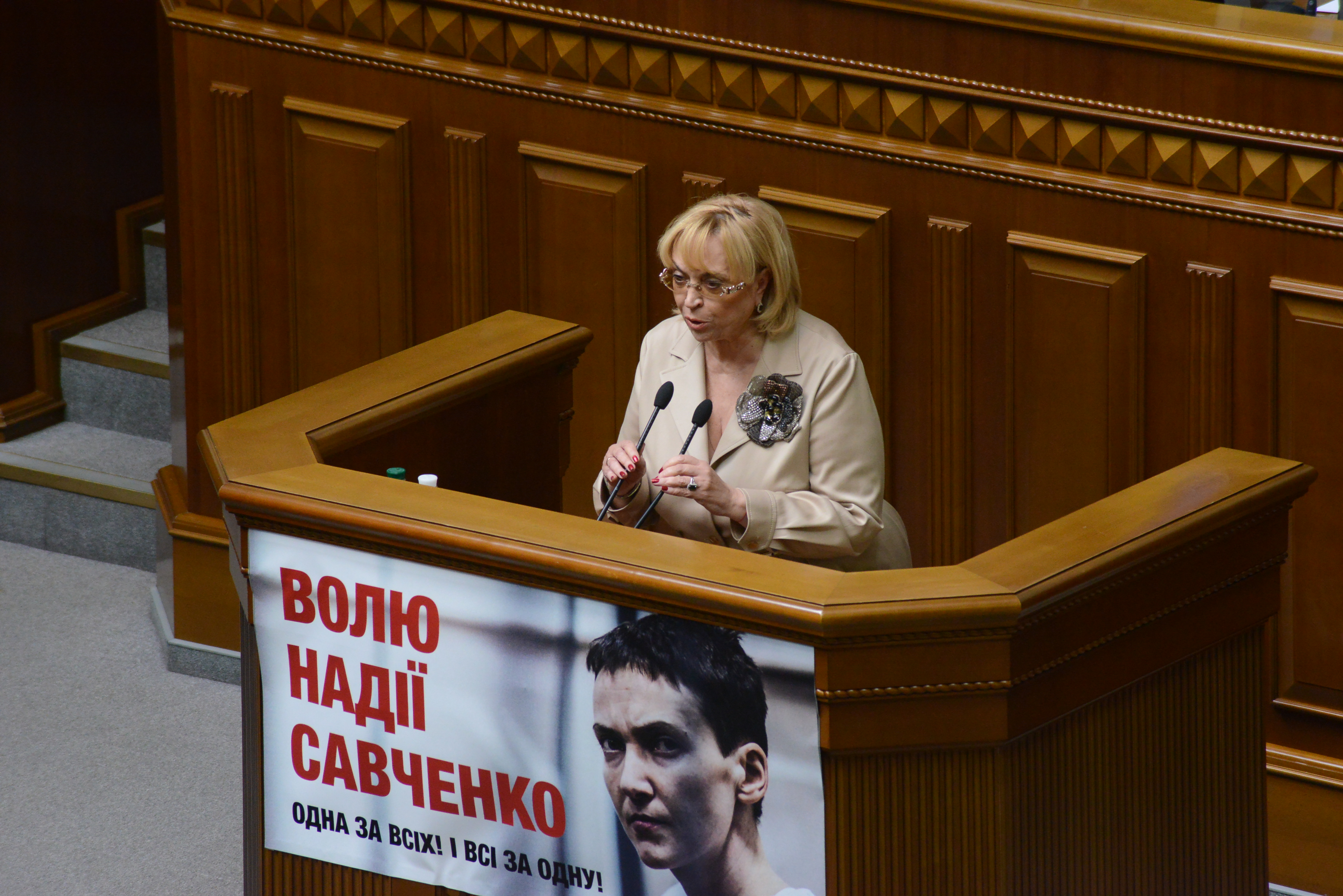
Oleksandra Kuschel (2015)

Oleksandra Wolodymyriwna Kuschel (ukrainisch Олександра Володи́мирівна Кужель; * 4. Juli 1953 in Kostjantyniwka, Ukrainische SSR) ist eine ukrainische Politikerin, die lange Zeit als Abgeordnete in der Werchowna Rada tätig war.

## Werdegang
Kuschel studierte an der Nationalen Metallurgischen Akademie der Ukraine sowie der Staatlichen Ingenieur-Hochschule Saporischschja. Dort schloss sie 1983 mit einem Ph.D. in Wirtschaftswissenschaften ab.
1994 wurde Kuschel erstmals für die Arbeitspartei der Ukraine ins Parlament gewählt, im folgenden Jahr rückte sie in den nationalen Rechnungsprüfungsausschuss des Parlaments auf. Nach der verpassten Wiederwahl 1998 wurde sie von Präsident Leonid Kutschma in das staatliche Komitee für Ordnungspolitik und Unternehmertum berufen. Unter Ministerpräsident Wiktor Janukowytsch rückte sie 2004 zur stellvertretenden Bauministerin auf. Während der Amtszeit von Julija Tymoschenko im Jahr 2005 blieb sie im Amt, das sie jedoch im Dezember 2007, als diese erneut Ministerpräsidentin wurde, aufgeben musste. 
2012 wechselte Kuschel zu Tymoschenkos Partei Allukrainische Vereinigung „Vaterland“. Bei der Parlamentswahl im selben Jahr gewann sie einen Parlamentssitz, den sie bei der Parlamentswahl 2014 behaupten konnte. In Folge des Erdrutschsiegs der neu formierten Sluha narodu bei der Parlamentswahl 2019 verlor sie ihr Mandat.